# Reality (chanson de Richard Sanderson)
Pour les articles homonymes, voir Reality.
Reality est une chanson de type slow, interprétée par Richard Sanderson en 1980, créée par Vladimir Cosma pour la bande originale du film La Boum de Claude Pinoteau.

## Genèse
Cette chanson est écrite et composée par Vladimir Cosma sous le pseudonyme de Jeff Jordan,, et fait partie de la bande originale du long métrage La Boum, un grand succès en salles, réalisé par Claude Pinoteau en 1980, avec Sophie Marceau dans le rôle principal.
Le titre a bénéficié du succès du film dans toute l'Europe. Pour la bande originale, le réalisateur Claude Pinoteau et sa scénariste Danièle Thompson ont contacté Michel Polnareff, qui ne pouvait pas s'y consacrer à ce moment-là, puis Vladimir Cosma, compositeur bien connu dans le milieu du cinéma, auteur de plusieurs autres bandes originales.
Pour l'interprète, Vladimir Cosma a privilégié un chanteur encore peu connu à l'époque en France, pour que l'association avec le film se fasse pleinement, et son choix s'est porté sur Richard Sanderson,.
Résultat des courses : En quelques semaines, il vend plus de 8 millions de copies du disque dans le monde (selon Le Parisien le 12/02/2014).

## Bande originale
Sauf indication contraire, les informations mentionnées dans cette section peuvent être confirmées par le générique de fin de l'œuvre audiovisuelle présentée ici, ainsi que par la base de données cinématographiques IMDb,  présente dans la section « Liens externes ».
Cette chanson figure dans la bande originale ou parmi les musiques additionnelles des films suivants :
- 1980 : La Boum de Claude Pinoteau
- 2001 : Sexy Boys de Stéphane Kazandjian
- 2006 : Pardonnez-moi de Maïwenn
- 2009 : LOL (film) de Lisa Azuelos
- 2011 : Sunny de Kang Hyeong-cheol[1]

## Autres reprises ou adaptations
Une version birmane de la chanson a été enregistrée par le chanteur Soe Thu (en).